# Israël op het Eurovisiesongfestival 1981
Israël deed mee aan het Eurovisiesongfestival 1981 in Dublin, Ierland. De Israëlische kandidaat werd gezocht via Kdam Eurovision. IBA was verantwoordelijk voor de Israëlische bijdrage voor de editie van 1981.

## Selectieprocedure
Het Kdam 1981 werd georganiseerd op 3 maart 1981 in de IBA-studio's te Jeruzalem. Doel van deze avond was het selecteren van een artiest of een groep die Israël zou verdedigen op het Eurovisiesongfestival dat later dat jaar in Dublin plaats zou vinden. De presentatie was in handen van Daniel Peer.
Het was voor de eerste keer dat het Kdam in deze opzet georganiseerd werd. In eerdere jaren werd er door de nationale omroep, de IBA, een artiest aangewezen, of de winnaar van een al eerder bestaande muziekwedstrijd kreeg de eer.
Winnaar was de band Hakol Over Habibi, die op het internationale festival optrad met de ingekorte naam "Habibi".. De zangeres, Shlomit A'haron, was tijdens het Kdam zeven maanden zwanger en was op het podium in Dublin al in de negende maand. De eerdere winnaars Milk & Honey werden vierde en de Kdamwinnaar van het volgende jaar Avi Toledano behaalde hier nog de derde plaats.

#### Uitslag
| Plaats | Artiest                       | Lied             | Punten |
| ------ | ----------------------------- | ---------------- | ------ |
| 1      | Hakol Over Habibi             | Halaila          | 91     |
| 2      | Sexta                         | Sinderela        | 75     |
| 3      | Avi Toledano                  | Carnaval         | 69     |
| 4      | Milk and Honey & L'ea Lupatin | Serenada         | 61     |
| 5      | Mike Burstyn                  | Sviv kol ha'olam | 57     |
| 6      | Igal Bashan                   | Ten li           | 55     |
| 7      | Eitan Masuri                  | Etmol            | 35     |
| 8      | Irit Bolka                    | Mona Lisa        | 31     |
| 9      | Hedva Amrani                  | Bo elay          | 24     |
| 10     | Shlomo Gronich & Dafna Armoni | Kleidoscope      | 6      |
| 11     | Miri aloni                    | Haitz            | 6      |
| 12     | Gery Akershtain               | Aye Vedan        | 4      |

## In Dublin
In Dublin trad Israël als vijfde van twintig landen aan, na Luxemburg en voor Denemarken. Het land behaalde een 7de plaats, met 56 punten.
België had geen punten over voor het lied, Nederland gaf 7 punten.

### Gekregen punten

#### Finale
| 12 punten  | 10 punten                                       | 8 punten                 | 7 punten              | 6 punten  |
| ---------- | ----------------------------------------------- | ------------------------ | --------------------- | --------- |
|            |                                                 | - Noorwegen - Oostenrijk | - Ierland - Nederland | - Finland |
| 5 punten   | 4 punten                                        | 3 punten                 | 2 punten              | 1 punt    |
| - Portugal | - Luxemburg - Verenigd Koninkrijk - Zwitserland | - Zweden                 |                       |           |

### Punten gegeven door Israël

#### Finale
Punten gegeven in de finale:
| 12 punten | Verenigd Koninkrijk |
| 10 punten | Ierland             |
| 8 punten  | Duitsland           |
| 7 punten  | Frankrijk           |
| 6 punten  | Spanje              |
| 5 punten  | Cyprus              |
| 4 punten  | Nederland           |
| 3 punten  | Luxemburg           |
| 2 punten  | Finland             |
| 1 punt    | België              |

1973 · 1974 · 1975 · 1976 · 1977 · 1978 · 1979 · 1980 · 1981 · 1982 · 1983 · 1984 · 1985 · 1986 · 1987 · 1988 · 1989 · 1990 · 1991 · 1992 · 1993 · 1994 · 1995 · 1996-1997 · 1998 · 1999 · 2000 · 2001 · 2002 · 2003 · 2004 · 2005 · 2006 · 2007 · 2008 · 2009 · 2010 · 2011 · 2012 · 2013 · 2014 · 2015 · 2016 · 2017 · 2018 · 2019 · 2020 · 2021 · 2022 · 2023 · 2024 · 2025